# Stubenältester
Der Stubenälteste ist der lebens- oder dienstälteste oder ranghöchste Bewohner einer Stube, dem eine gewisse Selbstverwaltungs- oder Vertretungsfunktion obliegt. Es wurden aber auch andere Kriterien angewandt.
Stubenälteste kommen beim Militär vor, wurden aber auch in der Hierarchie der Funktionshäftlinge der Konzentrationslager eingesetzt.
Die offizielle Bezeichnung für diese Funktion in der kaiserlichen österreichischen Armee und im österreichischen Bundesheer  ist Zimmerkommandant.